# اجرای زنده در ریدینگ
اجرای زنده در ریدینگ (به انگلیسی: Live at Reading) آخرین آلبوم زنده منتشر شده از گروه گرانج آمریکایی ، نیروانا می باشد. این آلبوم که در ۳ نوامبر ۲۰۰۹ منتشر شد شامل ترانه های اجرا شده در فستیوال ریدینگ انگلستان در ۳۰ آگوست ۱۹۹۲ است.